# Never Shout Never spring 2012 tour
Never Shout Never spring 2012 tour —también conocida como 2012 tour— fue una gira musical realizada por la banda estadounidense Never Shout Never, con fines promocionales para su tercer álbum de estudio Time travel (2011). La gira se llevó a cabo entre abril y mayo de 2012 y contó con Kurt Travis, Koji y Bearcat como teloneros.

## Teloneros
- Kurt Travis
- Koji
- Bearcat

## Fechas de la gira
- Estados Unidos[1][2][3]
  - 4/20 – Austin, TX @ The Parish
  - 4/21 – Dallas, TX @ The Cambridge Room House of Blues
  - 4/22 – Houston, TX @ Warehouse Live Studio
  - 4/24 – Albuquerque, NM @ Launchpad
  - 4/27 – Anaheim, CA @ Chain Reaction
  - 4/28 – Anaheim, CA @ Chain Reaction
  - 4/29 – San Francisco, CA @ Bottom Of The Hill
  - 5/01 – Salt Lake City, UT @ The Complex
  - 5/02 – Denver, CO @ Bluebird Theater
  - 5/04 – Chicago, IL @ Beat Kitchen
  - 5/05 – Indiana, PA @ Indiana University of Pennsylvania
  - 5/06 – Cleveland Heights, OH @ Grog Shop
  - 5/08 – Lansing, MI @ The Loft
  - 5/09 – Toronto, ON @ The Mod Club Theatre
  - 5/11 – New York, NY @ Gramercy Theatre
  - 5/12 – Hamden, CT @ The Space
  - 5/13 – Boston, MA @ Brighton Music Hall
  - 5/15 – Vienna, VA @ Jammin Java Music Club & Cafe
  - 5/16 – Vienna, VA @ Jammin Java Music Club & Cafe
  - 5/17 – Allentown, PA @ Crocodile Rock Cafe
  - 5/19 – East Rutherford, NJ @ The Bamboozle Festival
  - 5/26 – Springfield, MO @ Outland Ballroom